# Hypnodontopsis casparyi
Hypnodontopsis casparyi là một loài rêu trong họ Rhachitheciaceae. Loài này được (G.A. Klebs) J.-P. Frahm mô tả khoa học đầu tiên năm 2005.